# ماي ليتل بوني: إكوستريا جيرلز

ماي ليتل بوني: إكوستريا جيرلز (بالإنجليزية: My Little Pony: Equestria Girls)‏ هي سلسلة من أفلام أمريكية-كندية مبنية عن المسلسل التلفزيوني ماي ليتل بوني: فرندشيب إز ماجيك من إنتاج هاسبرو ستوديوز.